# Sintonizador

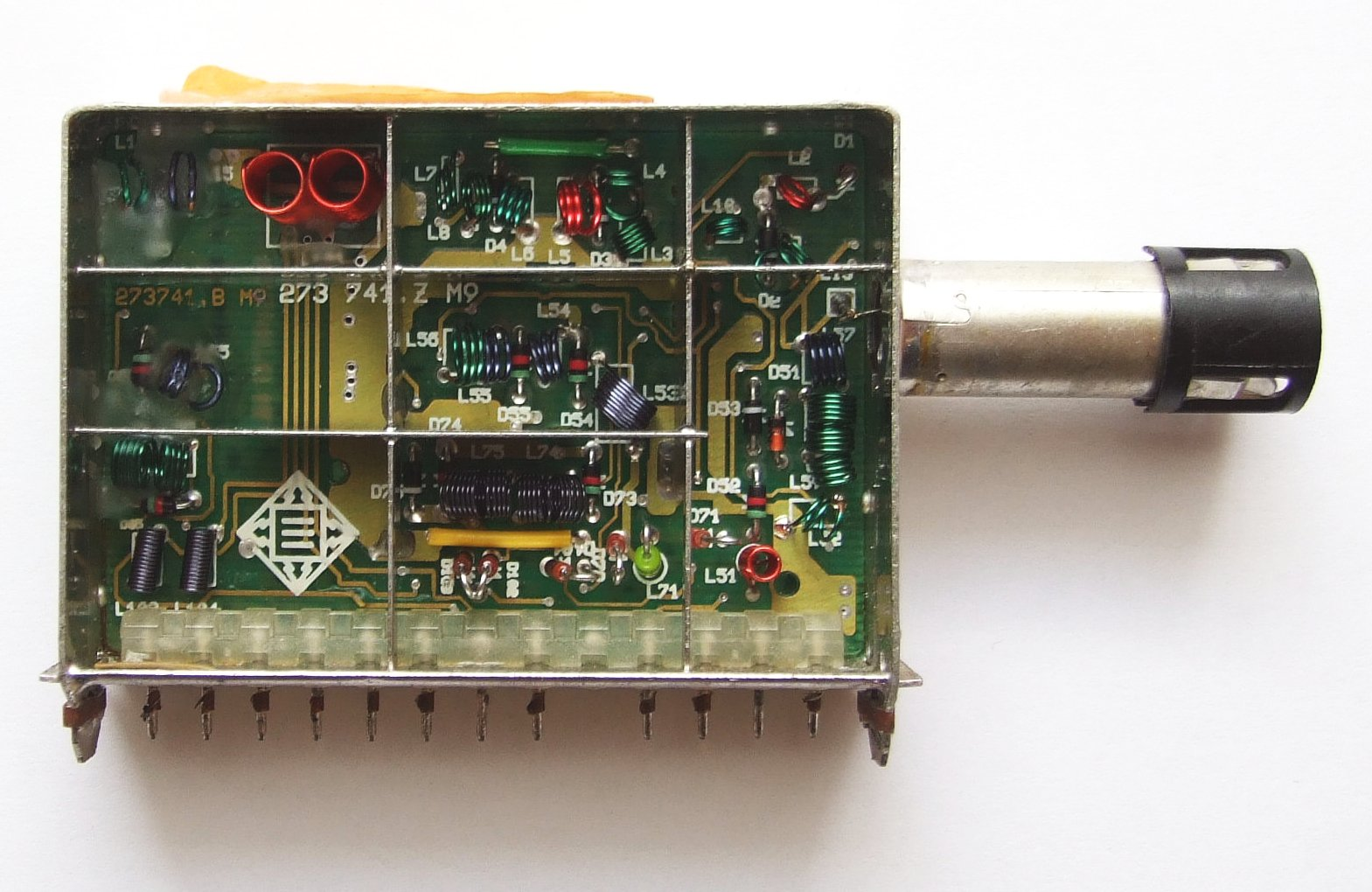
Receptor abierto de VHF/UHF de un aparato de televisión. El conector de la antena está a la derecha.

Receptor de radio de galena acoplado inductivamente

Un sintonizador de radio o, simplemente, un sintonizador, es un subsistema que recibe frecuencia de radio (RF), como las de las emisoras de radio, y convierte la frecuencia portadora seleccionada y su ancho de banda asociado, en una frecuencia fija que es adecuada para su posterior procesamiento, por lo general debido a que se utiliza una frecuencia más baja en la salida (la conversión de frecuencia y su mezclado con señal intermedia, es propia de los sintonizadores "super heterodinos", corregir). Las emisiones de FM/AM generalmente alimentan directamente esta frecuencia intermedia (IF) directamente en un demodulador, que convierte la señal de radio en señales de audiofrecuencia, que pueden alimentar un amplificador para conducir un altavoz. Las transmisiones más complejas, como PAL/NTSC (TV), DAB (radio digital), DVB-T/DVB-S/DVB-C (TV digital), etc utilizan un ancho de banda de frecuencias más amplio. A menudo, con varias subportadoras. Estas se transmiten en el interior del receptor como una frecuencia intermedia (IF). El siguiente paso es, por lo general, o bien procesar las subportadoras como transmisiones de radio reales, o bien muestrear todo el ancho de banda con un A/D a un ritmo más rápido que la tasa de Nyquist, que es al menos 2 veces la frecuencia IF.
El término sintonizador también puede referirse a un receptor de radio o un componente de audio independiente, que son parte de un sistema de audio, para conectarse a un amplificador independiente. El verbo sintonizar en contextos de radio significa ajustar el receptor de radio para recibir la señal deseada de radio frecuencia de la portadora que una determinada emisora de radio utiliza.